# Karentz
Karentz är en sjö i Antarktis. Den ligger i Östantarktis. Nya Zeeland gör anspråk på området. Karentz ligger 1 385 meter över havet.